# Medaille voor Redding uit Levensgevaar (Groothertogdom Saksen)
De Medaille voor Redding uit Levensgevaar (Duits: "Lebensrettungs-Medaille") was een onderscheiding van het Groothertogdom Saksen. De ovale zilveren medaille werd van 1881 tot 1918 uitgereikt aan mensen die met gevaar voor eigen leven een of meer anderen uit levensgevaar wisten te redden.
De medaille werd door Groothertog Carl Alexander van Saksen op 24 juni 1881 ingesteld. Het was de late uitwerking van een wet uit 1823 waarin werd bepaald dat een persoon die "bijzonder vastbesloten en bekwaam het leven van een verongelukte wist te redden" een bijzondere eervolle onderscheiding mocht verwachten. 
De medaille werd op voordracht van het ministerraad door de groothertog persoonlijk opgespeld. 
Het stempel voor de medaille was van de hand van Prof. Ferdinand Helfricht in Gotha.
Op de voorzijde van de ovale ziveren medaille is het wapen van Saksen met kroon van wijnruit afgebeeld binnen een gekroonde wapenmantel. 
Het rondschrift luidt " – VIGILANDO – ASCENDIMUS -".
Op de keerzijde staat "- FÜR -/- RETTUNG -/- AUS -/- LEBENSGEFAHR -" binnen een kroon van wijnruit. 
De medaille werd aan een groen lint met gele bies op de linkerborst gedragen. De medaille is 34 millimeter hoog 31,5 millimeter breed en weegt 15,5 gram.